# Петров, Юрий Петрович (генерал)
Петров Юрий Петрович (род. 26 октября 1964) — советский и российский военачальник, генерал-лейтенант, заместитель командующего войсками Центрального военного округа по боевой подготовке.

## Биография
Родился 26 октября 1964 г. в г. Никополь Днепропетровской области Украинской ССР.
В 1985 году окончил факультет войсковой разведки Киевского общевойскового командного училища. В том же году был распределён в Туркестанский военный округ, где начал офицерскую службу в должности командира разведывательного взвода.
В 1986—1988 — служба в Афганистане на должность командира разведывательного взвода, а после командира 2-й разведывательной роты 781-го отдельного разведывательного батальона 108-й мотострелковой дивизии.
Дальнейшую службу проходил на должностях командира разведывательной роты и начальника разведки штаба полка в Дальневосточном военном округе.
После службы на Дальнем Востоке был переведён в Московский военный округ где последовательно занимал должности командира батальона, начальника штаба полка, командира 752-го мотострелкового полка и начальника штаба 2-й гвардейской Таманской мотострелковой дивизии.
В 1994 году — окончил обучение в Военной академии имени М. В. Фрунзе.
В 1999 году находясь на должности командира 752-го мотострелкового полка 3-й мотострелковой дивизии, участвовал во Второй чеченской войне.
В 2005 году — окончил обучение в Военной академии Генерального штаба Вооруженных Сил Российской Федерации.
2005—2007 годы – командир 127-й пулемётно-артиллерийской дивизии в Дальневосточном военном округе.
2007—2010 годы – служба на должности начальника Управления боевой подготовки Сибирского военного округа.
1 марта 2011 года назначен на должность заместителя начальника Главного управления боевой подготовки Сухопутных войск.
29 января 2015 года назначен на должность заместителя командующего Черноморским флотом ВМФ России. На данной должности генерал-лейтенант Петров руководил вновь образованными береговыми войсками Черноморского флота.
В конце ноября 2016 года генерал-лейтенант Петров Юрий был назначен на должность заместителя командующего войсками Центрального военного округа по боевой подготовке.
На апрель 2017 года генерал-лейтенант Петров временно исполнял обязанности командующего Центральным военным округом.
19 октября 2022 года, внесен в санкционный список Украины из-за вторжения России на Украину.

## Личная жизнь
Женат, имеет сына и дочь.

## Награды
- Орден Суворова[11]
- Орден Мужества[11]
- Орден За военные заслуги[11]
- Орден Красного знамени[11]
- Два ордена Красной звезды[11]
- Государственные и ведомственные награды РФ и СССР